# Raffles Place (metrostation)
Raffles Place is een metrostation van de metro van Singapore aan de East West Line en de North South Line. Het licht onder het gelijknamige plein; Raffles Place.